# Saint-Eusèbe, Haute-Savoie
Saint-Eusèbe là một xã trong tỉnh Haute-Savoie thuộc vùng Auvergne-Rhône-Alpes đông nam Pháp.